# Stefania Kasprzyk
Stefania Kasprzyk, z domu Spadlik (ur. 21 grudnia 1890 w Krakowie, zm. 8 sierpnia 1981 w Rawie Mazowieckiej) − polska nauczycielka, działaczka społeczna, organizatorka tajnego nauczania podczas II wojny światowej.

## Życiorys
Po ukończeniu w 1911 roku Prywatnego Gimnazjum Żeńskiego im. Królowej Jadwigi w Krakowie, Stefania Kasprzyk rozpoczęła studia matematyczne na Uniwersytecie Jagiellońskim. Dwa lata później wyjechała na dalsze studia na Sorbonę. Po wybuchu I wojny światowej była zmuszona, jako poddana cesarza Austrii, przerwać naukę i powrócić do Krakowa. W 1916 roku poślubiła Stanisława Kasprzyka.
Od 1919 roku pracowała jako nauczycielka, najpierw w szkole powszechnej w Sędziszowicach, następnie w Radomsku. W 1922 roku została właścicielką Prywatnego Gimnazjum Koedukacyjnego w Rawie Mazowieckiej, gdzie uczyła razem z mężem. Pomiędzy 1917 a 1925 rokiem urodziła pięcioro dzieci, syna i cztery córki. W 1931 roku rodzina Kasprzyków przeprowadziła się do Zbylitowskiej Góry, gdzie Stefania otrzymała posadę nauczycielki w gimnazjum żeńskim i szkole powszechnej prowadzonych przez Zgromadzenie Sióstr Najświętszego Serca Jezusowego (Sacre Coeur). W 1938 roku została odznaczona Medalem Niepodległości.
Podczas II wojny światowej wraz z mężem zorganizowali w Zbylitowskiej Górze tajne komplety na poziomie edukacyjnym szkoły średniej. Prowadzili je do zakończenia wojny. Od lutego 1945 roku została nauczycielką Państwowego Gimnazjum i Liceum w Mościcach (od 1965 roku IV Liceum Ogólnokształcące). Pracowała tam do 1966 roku. Będąc na emeryturze, przeprowadzili się wraz z mężem do Rawy Mazowieckiej, gdzie mieszkała ich najmłodsza córka. Zmarła w 1981 roku i została pochowana na cmentarzu komunalnym w Tarnowie-Mościcach. W latach powojennych była odznaczona Złotą Odznaką ZNP i Medalem Komisji Edukacji Narodowej.
Wszystkie cztery córki Stanisława i Stefani Kasprzyków były nauczycielkami bądź wykładowczyniami szkół wyższych. Najstarsza, Zofia (zm. 2002) była kierowniczką Pracowni Biochemicznej, zaś Krystyna dyrektorem Instytutu Romanistyki Uniwersytetu Warszawskiego, Anna uczyła w IV LO w Tarnowie a Maria w Rawie Mazowieckiej.
W 1983 roku jedna z ulic we włączonej w obręb granic administracyjnych Tarnowa części Zbylitowskiej Góry otrzymała nazwę Kasprzyków, dla uczczenia Stefani i Stanisława oraz ich syna Stefana.